# Misha, el petit ós
Misha, el petit ós (こぐまのミーシャ, Koguma no Mīsha) és una sèrie d'anime produïda per Nippon Animation i emesa originalment al Japó entre 1979 i 1980. El personatge està inspirat en la mascota dels Jocs Olímpics d'Estiu de 1980 celebrats a Moscou l'any 1980.
L'anime es va estrenar el 2 de març de 1991 dins el contenidor Club Super3.

## Argument
L'ós Misha i els seus pares, que sempre han viscut en una gran ciutat, es traslladen a un petit poble. Per tant, el petit Misha intentarà, amb molta dificultat, adaptar-se a l'estil de vida de la ciutat i fer nous amics. Al llarg de la sèrie, però, farà amistat amb la Natasha, un osset de peluix blanc de la seva edat, filla de l'alcalde del poble; Milmil, un tapir una mica boig que està enamorat d'ell; Drago, el fill del tigre del prepotent senyor Tiger i Nyago, un gat que viu a la presó amb la seva família.

## Doblatge
| Personatge               | Versió original   | Versió en català |
| ------------------------ | ----------------- | ---------------- |
| Misha                    | Keiko Yokozawa    | Pilar Rebollar   |
| Natasha                  | Keiko Han         |                  |
| Pare d'en Misha          | Banjō Ginga       |                  |
| Mare d'en Misha          | Akiko Tsuboi      |                  |
| Tiger                    | Masashi Amenomori |                  |
| Alcalde                  | Hiroshi Masuoka   |                  |
| Kongo, la guineu         | Shin Aomori       |                  |
| Doctor Yagi              | Kazuomi Ikeda     |                  |
| Comissari                | Jōji Yanami       |                  |
| Kid                      | Hideyuki Tanaka   |                  |
| Toragon                  | Kimotsuki Kenta   |                  |
| Mirumiru                 | Kazue Komiya      |                  |
| Pondo                    | Naoki Tatsuta     |                  |
| Nyago                    | You Inoue         |                  |
| Nekosuki (pare de Nyago) | Shigeru Chiba     |                  |
| Mare de Nyago            | Yumi Nakatani     |                  |
| Narcisse (dona de Tiger) | Atsuko Minas      |                  |
| Martha (dona de Kongo)   | Reiko Suzuki      |                  |

## Banda sonora
Els temes principals de la sèrie, tant de capçalera com de cloenda (Cançó de bressol de Natasha), van ser composts originalment per Fumiko Sawada (música), Yoko Agi (lletra) i Motoki Funayama (arranjament), i editats per RCA Records. La versió en espanyol del tema de capçalera va ser interpretada pel duo Tito i Tita.